# Коскиничи
Коскиничи — деревня на северо-западе Бежаницкого района Псковской области.  Входит в состав сельского поселения Ашевское.
Расположена на левом берегу реки Деревка (приток Уды), в 34 км к северо-западу от райцентра Бежаницы и в 2 км к северо-востоку от деревни Ублиска.
Численность населения деревни составляет 18 жителей (2000 год).
До 3 июня 2010 года деревня входила в состав ныне упразднённой Ново-Кузнецовской волости с центром в д. Ублиска.